# Biotopo Palude di Roncegno
Il biotopo Palude di Roncegno è un'area naturale protetta e riserva naturale speleologica del Trentino-Alto Adige istituita nel 1992.
Occupa una superficie di 20,60 ha nel comune di Roncegno Terme nella provincia autonoma di Trento.